# Flandern-Rundfahrt 2013
Die Flandern-Rundfahrt 2013 war die 97. Austragung der Flandern-Rundfahrt, eines eintägigen Straßenradrennens. Es wurde am 31. März 2013 über eine Distanz von 256,2 km ausgetragen und war das achte Rennen der UCI WorldTour 2013. Das Rennen wurde von Fabian Cancellara vom Team RadioShack Leopard gewonnen, nachdem er sich kurz vor der letzten Überquerung des Paterberg von seinen beiden Begleitern Peter Sagan und Jürgen Roelandts absetzen konnte. Die finalen 18 km nahm Fabian Cancellara als Solist in Angriff und brachte einen ungefährdeten Sieg nach Hause. Peter Sagan setzte sich um Platz 2 mit 2 Sekunden Vorsprung vor Jürgen Roelandts durch. Den Sprint der nächsten Verfolgergruppe gewann der Alexander Kristoff.

## Teams
Da es sich bei der Flandern-Rundfahrt um ein Rennen der UCI WorldTour 2013 handelte, waren alle UCI WorldTeams automatisch eingeladen und waren verpflichtet, einen Kader zu entsenden. Ursprünglich hatten die Rennorganisation geplant, die achtzehn ProTeams zum Rennen einzuladen und sieben weiteren Mannschaften Wildcards zu geben. Das Team Katusha erlangte jedoch, nach einer Berufung beim Internationalen Sportgerichtshof, seinen UCI-WorldTour-Status zurück. Anstelle einem Team die Teilnahme an dem Rennen zu verbieten, beantragten die Rennorganisation die Genehmigung bei der UCI 26 Teams mit je 8 Fahrern einzuladen. Dieser Vorschlag wurde vor dem Rennen bewilligt.
Folgende Teams haben an dem Rennen teilgenommen:
| ProTeams (19)- AG2R La Mondiale - Argos-Shimano - Astana - Blanco - BMC Racing Team - Cannondale Pro Cycling - Euskaltel-Euskadi - FDJ - Garmin Sharp - Katusha - Lampre-Merida - Lotto-Belisol - Movistar Team - Omega Pharma-Quick Step - Orica-GreenEDGE - RadioShack-Leopard - Saxo-Tinkoff - Sky - Vacansoleil-DCM Professional Continental Teams (7)- Accent Jobs-Wanty - Crelan-Euphony - Team Europcar - IAM Cycling - NetApp-Endura - Topsport Vlaanderen-Baloise - Vini Fantini-Selle Italia |
| |

## Ergebnis
| \| Gesamtwertung \| Gesamtwertung \| Gesamtwertung \| Gesamtwertung \| Gesamtwertung \| \| Fahrer \| Fahrer \| Land \| Team \| Zeit \| \| ------------- \| -------------------- \| ------------- \| ------------------------- \| --------------- \| \| 1. \| Fabian Cancellara \| Schweiz \| RadioShack-Leopard \| 6 h 06 min 01 s \| \| 2. \| Peter Sagan \| Slowakei \| Cannondale \| + 1 min 27 s \| \| 3. \| Jürgen Roelandts \| Belgien \| Lotto-Belisol \| + 1 min 29 s \| \| 4. \| Alexander Kristoff \| Norwegen \| Katusha \| + 1 min 39 s \| \| 5. \| Matthieu Ladagnous \| Frankreich \| FDJ \| + 1 min 39 s \| \| 6. \| Heinrich Haussler \| Australien \| IAM Cycling \| + 1 min 39 s \| \| 7. \| Greg Van Avermaet \| Belgien \| BMC Racing Team \| + 1 min 39 s \| \| 8. \| Sébastien Turgot \| Frankreich \| Team Europcar \| + 1 min 39 s \| \| 9. \| John Degenkolb \| Deutschland \| Argos-Shimano \| + 1 min 39 s \| \| 10. \| Sebastian Langeveld \| Niederlande \| Orica-GreenEDGE \| + 1 min 39 s \| \| 11. \| Lars Boom \| Niederlande \| Blanco \| + 1 min 39 s \| \| 12. \| Daniel Oss \| Italien \| BMC Racing Team \| + 1 min 39 s \| \| 13. \| Sylvain Chavanel \| Frankreich \| Omega Pharma-Quick Step \| + 1 min 39 s \| \| 14. \| Stijn Vandenbergh \| Belgien \| Omega Pharma-Quick Step \| + 1 min 39 s \| \| 15. \| Oscar Gatto \| Italien \| Vini Fantini-Selle Italia \| + 1 min 39 s \| \| 16. \| Yoann Offredo \| Frankreich \| FDJ \| + 1 min 39 s \| \| 17. \| Edvald Boasson Hagen \| Norwegen \| Team Sky \| + 1 min 39 s \| \| 18. \| Bjorn Leukemans \| Belgien \| Vacansoleil-DCM \| + 1 min 39 s \| \| 19. \| Vincent Jérôme \| Frankreich \| Team Europcar \| + 1 min 39 s \| \| 20. \| Johan Vansummeren \| Belgien \| Garmin-Sharp \| + 1 min 39 s \| |                      |             |                           |                 |
| |                      |             |                           |                 |
| Quelle: ProCyclingStats |                      |             |                           |                 |
| Gesamtwertung |                      |             |                           |                 |
| Fahrer | Fahrer               | Land        | Team                      | Zeit            |
| 1. | Fabian Cancellara    | Schweiz     | RadioShack-Leopard        | 6 h 06 min 01 s |
| 2. | Peter Sagan          | Slowakei    | Cannondale                | + 1 min 27 s    |
| 3. | Jürgen Roelandts     | Belgien     | Lotto-Belisol             | + 1 min 29 s    |
| 4. | Alexander Kristoff   | Norwegen    | Katusha                   | + 1 min 39 s    |
| 5. | Matthieu Ladagnous   | Frankreich  | FDJ                       | + 1 min 39 s    |
| 6. | Heinrich Haussler    | Australien  | IAM Cycling               | + 1 min 39 s    |
| 7. | Greg Van Avermaet    | Belgien     | BMC Racing Team           | + 1 min 39 s    |
| 8. | Sébastien Turgot     | Frankreich  | Team Europcar             | + 1 min 39 s    |
| 9. | John Degenkolb       | Deutschland | Argos-Shimano             | + 1 min 39 s    |
| 10. | Sebastian Langeveld  | Niederlande | Orica-GreenEDGE           | + 1 min 39 s    |
| 11. | Lars Boom            | Niederlande | Blanco                    | + 1 min 39 s    |
| 12. | Daniel Oss           | Italien     | BMC Racing Team           | + 1 min 39 s    |
| 13. | Sylvain Chavanel     | Frankreich  | Omega Pharma-Quick Step   | + 1 min 39 s    |
| 14. | Stijn Vandenbergh    | Belgien     | Omega Pharma-Quick Step   | + 1 min 39 s    |
| 15. | Oscar Gatto          | Italien     | Vini Fantini-Selle Italia | + 1 min 39 s    |
| 16. | Yoann Offredo        | Frankreich  | FDJ                       | + 1 min 39 s    |
| 17. | Edvald Boasson Hagen | Norwegen    | Team Sky                  | + 1 min 39 s    |
| 18. | Bjorn Leukemans      | Belgien     | Vacansoleil-DCM           | + 1 min 39 s    |
| 19. | Vincent Jérôme       | Frankreich  | Team Europcar             | + 1 min 39 s    |
| 20. | Johan Vansummeren    | Belgien     | Garmin-Sharp              | + 1 min 39 s    |